# Polyacrylonitril
Polyacrylonitril (PAN), còn được gọi là Creslan 61, là một polyme hữu cơ tổng hợp, bán tinh thể với công thức mạch thẳng (C3H3N)n. Mặc dù nó là nhựa nhiệt dẻo, nhưng nó không bị nóng chảy ở điều kiện bình thường. Nó bị phân hủy trước khi nóng chảy. Nó nóng chảy ở trên 300 °C nếu tốc độ tăng nhiệt là 50 độ mỗi phút hoặc lớn hơn. Hầu hết các nhựa PAN là copolyme của acrylonitrile, là thành phần chính, và các monome khác. Nó là một polyme linh hoạt được sử dụng để sản xuất nhiều loại sản phẩm bao gồm siêu màng lọc, sợi rỗng thẩm thấu ngược, sợi dệt may. Sợi PAN là tiền chất hóa học để tạo nên sợi carbon chất lượng cao. Trước tiên, sợi PAN bị oxy hóa trong không khí ở 230 độ C để tạo thành sợi PAN bị oxy hóa, sau đó, cacbon hóa ở trên 1000 độ C trong môi trường khí trơ để tạo thành sợi carbon, loại sợi đã được ứng dụng trong công nghệ cao và ứng dụng hàng ngày như máy bay dân sự và máy bay quân sự, tên lửa, bình áp lực, cần câu, vợt tennis, cầu vợt lông và xe đạp công nghệ cao. Nó là một cấu tử thành phần của các copolyme như nhựa styren-acrylonitrile (SAN) và acrylonitrile butadiene styren (ABS).

## Lịch sử
PAN được tổng hợp đầu tiên vào năm 1930 bởi Hans Fikentscher và Claus Heuck. Tuy nhiên, khi PAN không thể nóng chảy và không tan trong bất kỳ dung môi công nghiệp nào có vào thời điểm đó, các nghiên cứu sâu hơn đã bị tạm dừng. Năm 1931, Herbert Rein đã nhận được một mẫu PAN khi đến thăm nhóm công tác Ludwigshafen. Ông thấy rằng pyridinium benzylchloride, một chất lỏng ion, sẽ hòa tan PAN. Năm 1942, ông thậm chí còn phát hiện ra một dung môi còn tốt hơn, đó là dimetylformamit (DMF), và bắt đầu phát triển phương pháp để xử lý PAN thành sợi và màng. Tuy nhiên, do chiến tranh, sản xuất PAN ở quy mô lớn vẫn không khả thi trong nhiều năm. Mẻ sản xuất hàng loạt sợi PAN đầu tiên là vào năm 1946 bởi một người Mỹ, của tập đoàn DuPont.

## Tổng hợp
Tất cả các phương pháp sản xuất thương mại của PAN đều dựa trên trùng hợp gốc tự do của Acrylonitrile (AN). Trong Hầu hết các trường hợp, hàm lượng nhỏ của các đồng monomer (comonomer) vinyl khác được sử dụng (1-10%) cùng với AN tùy thuộc vào mục đích ứng dụng. Trùng hợp anion cũng có thể được sử dụng để tổng hợp PAN. Các ứng dụng dệt may thường sử dụng PAN có trọng lượng phân tử nằm trong khoảng 40-70 kDa (1000 Dalton). Để sản xuất sợi carbon đòi hỏi PAN có trọng lượng phân tử cao hơn.
Trong sản xuất sợi carbon có chứa sợi PAN thô 600 tex (6 k), mật độ của sợi là 0,12 tex và các đường kính sợi là 11,6 mm, tạo ra một sợi carbon đó có độ bền 417 kgf/mm2 và hàm lượng chất kết dính là 38,6%. Dữ liệu này đã được kiểm chứng trong tài liệu.

## Ứng dụng
Homopolymer PAN (đồng nhất polyme PAN - chỉ được cấu tạo từ các AN monome) đã được ứng dụng làm sợi trong hệ thống lọc khí nóng, mái hiên ngoài trời, cánh buồm cho du thuyền, và sợi gia cường cho bê tông cốt thép. Copolyme chứa PAN thường sử dụng như sợi để làm cho quần áo len như vớ và áo len, cũng như, các sản phẩm như bạt lều và các loại tương tự. 

## Liên kết
- Polyacrylonitrile tại Polymer Science Learning Center
- Stanford engineers develop new air filter that could help Beijing residents breathe easily Stanford Report, ngày 18 tháng 2 năm 2015. Bộ lọc khí từ nhựa PAN, Các kỹ sư của Stanford phát triển bộ máy lọc mới có thể giúp cư dân Bắc kinh hít thở một cách dễ dàng.